# Table Mountain
Der Table Mountain (englisch für Tafelberg) ist ein großer und über 2000 m hoher Berg mit abgeflachtem Gipfel im ostantarktischen Viktorialand. In der Royal Society Range ragt er unmittelbar südlich der Einmündung des Emmanuel-Gletschers in den Ferrar-Gletscher auf.
Entdeckt und deskriptiv benannt wurde er von Teilnehmern der vom britischen Polarforscher Robert Falcon Scott geleiteten Discovery-Expedition (1901–1904).